# Alitagtag
Alitagtag (Bayan ng Alitagtag) är en kommun i Filippinerna. Kommunen ligger på ön Luzon, och tillhör provinsen Batangas. Folkmängden uppgår till 25 300 invånare år 2015.

## Barangayer
| - Balagbag - Concepcion - Concordia - Dalipit East - Dalipit West - Dominador East - Dominador West - Munlawin Sur - Munlawin Norte - Muzon Primero | - Muzon Segundo - Pinagkurusan - Ping-As - Poblacion East - Poblacion West - San Jose - Santa Cruz - Tadlac - San Juan |